# Léo Pinheiro
Leonardo Alexandre Gorgueira Pinheiro Fontes (Rio de Janeiro, 28 de março de 1976) mais conhecido como Léo Pinheiro é um fotojornalista brasileiro. Atualmente vive e está radicado na cidade de São Paulo.

## Biografia
Formado em técnico em publicidade pelo Colégio Progresso de Guarulhos e em jornalismo na UNINOVE, tem interesses nas Artes Plásticas, Cinema, Fotografia, História, Jornalismo, Música, Pintura e Política.
Léo Pinheiro vive o dia a dia das pautas variadas que a cidade de São Paulo tem a oferecer. Esportes,alagamentos, trânsito, cotidiano, shows, cultura, e outros, mas uma de suas especialidades era a cobertura política.Tem fotos publicadas nos principais veículos do Brasil. 
Com trabalhos inscritos no WordPress em 2008, 2009 e 2011, e com trabalhos de 2009 a 2013 na exposição anual da ARFOC SP - Associação de Repórteres Fotográficos e Cinematográficos do Estado de São Paulo; Léo Pinheiro teve duas fotos selecionadas para a 7ª Mostra Anual em 2012 entre as melhores imagens de 2011, dividindo espaço com Juca Varella, Joel Silva e outros nomes do fotojornalismo paulista..
Repórter-fotográfico com passagens pelas agências, Agif, Frame Photo e FotoArena; Grupo Folha, Agora SP, Portal Terra e Futura Press; enxerga os fatos com frieza e não vê o fotojornalismo como arte..
Em 2012 a sorte de estar no lugar certo na hora certa fez com que a foto de Léo Pinheiro tomasse dimensões nacionais e internacionais. Ao fotografar o então candidato do PSDB à prefeitura de São Paulo, José Serra, batendo um pênalti, durante um evento de campanha.O então candidato perdeu o sapato e numa questão de minutos após a publicação da sequência de imagens, internautas passaram a fazer diversas montagens com a foto de Léo Pinheiro..
O trabalho profissional fotográfico de Léo Pinheiro colabora em centenas de páginas da Wikipédia, para ilustração e compreensão das mesmas.
Em 2013 foi o vencedor do concurso “Alemanha no Brasil: um espelho em fotos” na categoria Sociedade. Léo Pinheiro leva o prêmio pela fotografia da multidão reunida durante as manifestações populares de junho de 2013, em São Paulo, numa interpretação do Carnaval de Colônia, na Alemanha.
Em 2014 foi morar na Irlanda, deu aulas de fotografia usando a cenografia de Dublin para ensinar seus alunos a contar histórias por meio de imagens.
Em 2017 é detido pela Guarda Civil Metropolitana por fotografar uma abordagem dos agentes em uma moradora de rua.  Dias após o episódio o Sindicato de Jornalistas Profissionais do Estado de São Paulo propõem protocolo de atuação a guardas municipais de SP.

## Prêmios
- - Concurso Alemanha no Brasil: um espelho em fotos - 2013. [13]